# رضاقلی‌خان اردلان

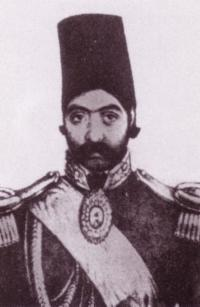
رضاقلی خان اردلان، والی کردستان

رضاقلی‌خان اردلان از حاکمان اردلان بود که در حدود ده سال بر امارت اردلان فرمانروایی کرد.
او پسر خسروخان اردلان و حسن جهان خانم (دختر فتحعلی‌شاه قاجار) بود. در سال ۱۲۵۴ قمری با طوبی‌خانم دختر عباس میرزا ازدواج کرد. پس از درگذشت پدرش جانشین او شد. او و برادرش غلامشاه خان بر سر تصاحب قدرت رقابت داشتند، تا آنکه محمدشاه رضاقلی‌خان را به خاطر فساد اخلاقی و دورویی و ارتباط پنهانی با روس ها و دولت عثمانی او را از حکومت عزل و پس از دستگیری و شکنجه و تجاوز به او توسط سربازان او را سوار بر الاغ کرده و به تهران طبق دستور محمدشاه که او را فراخوانده بود بردند. حکومت اردلان مدتی به غلامشاه‌خان سپرده شد، اما او نیز در دوران ناصرالدین‌شاه بخاطر تبانی با دولت عثمانی عزل شد و به این ترتیب حکومت اردلان پایان یافت. رضاقلی‌خان شانزده سال در تهران حبس بود تا سرانجام نجات پیدا کرد و هرگز به کردستان بازنگشت و در انزوا جان سپرد. فخرالملک اردلان پسر رضاقلی خان از رجال و درباریان قاجار بود.